# Hyam Yared
Hyam Yared Schoucair (en arabe : هيام يارد) , née en 1975 à Beyrouth, est une écrivaine libanaise. Elle est plus connue sous le nom de Hyam Yared. Elle reçoit de nombreuses distinctions pour ses publications. Hyam Yared crée aussi en 2012 l'association culturelle Centre PEN Liban et en est l'actuelle présidente.

## Biographie
Hyam Yared naît en 1975 dans un milieu bourgeois chrétien et étudie la sociologie à l’Université Saint-Joseph de Beyrouth. Après avoir envisagé une carrière théâtrale, elle décide à 25 ans de se consacrer à l’écriture. Elle publie d'abord un recueil de poésie, Reflets de Lune, en 2001, qui reçoit la médaille d’or des Jeux de la francophonie. En 2004 est publié son deuxième recueil, Blessures de l'eau. Ces deux premiers ouvrages l'ont amené à recevoir des prix et de nombreuses invitations dans des festivals de poésie, notamment au Canada, au Portugal, au Mexique et en Suède. Elle a également participé à diverses manifestations littéraires dans plusieurs pays et a été lauréate de la Bourse Del Duca décernée par l'Académie française en 2007. Son œuvre est marquée par les questions de liberté, de féminité mais aussi par le poids des traditions et par l'hypocrisie sociétale.

## Centre PEN Liban
Hyam Yared est la fondatrice et la présidente du "Centre PEN Liban". L'acronyme Pen vient du mot anglais «pen» c'est-à-dire «stylo». Il résume les différents métiers de l’écriture. P: Poets, playwrights; E: Essayists, Editors; N: Novelists, Non-fiction authors. Le groupe compte déjà un nombre important de romanciers, de poètes, d’essayistes et journalistes libanais. Le centre PEN Liban est reconnu par le PEN international. Avant son inauguration, il existait un autre organisme: le Pen Club Liban fondé par Camille Aboussouan et relié, lui aussi, à l'organisation internationale. Hyam Yared a initié ce centre à la suite d'une discussion avec Eugene Schoulgin avec la volonté de permettre à la littérature d’être plus libre face à la censure et à toute forme d’intimidation.

## Œuvres
- Reflets de lune, Beyrouth, Éditions Dar An-Nahar, 2001, 111 p.  (ISBN 2842893387)[12]
- Blessures de l’eau, Beyrouth, Éditions Dar An-Nahar, 2004, 91 p.  (ISBN 9953740135)[13]
- L’Armoire des ombres, Paris, Sabine Wespieser Éditeur, 2006, 207 p.  (ISBN 2-84805-048-9)[14]
- Naître si mourir, Chaillé-sous-les-Ormeaux, France, Éditions L’Idée Bleue, coll. « Le Dé bleu », 2008, 70 p.  (ISBN 978-2-84031-249-9)[15]
- Sous la tonnelle, Paris, Sabine Wespieser Éditeur, 2009, 277 p.  (ISBN 978-2-84805-077-5)
- Beyrouth, comme si l'oubli, avec Nayla Hachem, Léchelle, France, Éditions Zellige, coll. « Idrisi », 2012, 331 p.  (ISBN 978-2-914773-34-8)
- La Malédiction, Sainte-Marguerite sur Mer, France, Éditions des Équateurs, 2012, 185 p.  (ISBN 978-2-84990-229-5)
- Esthétique de la prédation, Montréal, Mémoire d'Encrier, Éditeur, 2013, 60 p.  (ISBN 978-2-89712-069-6)[16]
- Tout est halluciné, Paris, Éditions Fayard, coll. « Littérature française », 2016, 440 p.  (ISBN 978-2-213-69928-8)[17]
- Nos longues années en tant que filles, Paris, Éditions Flammarion, « Littérature française », 2020, 336 p.  (ISBN 9782081417434)
- Implosions, Paris, Éditions des Équateurs/ Humensis, 2021, 269 p.